# Gnas
Gnas  är en ort och  kommun i distriktet Südoststeiermark i förbundslandet Steiermark i Österrike. Kommunen består av 27 orter (Ortschaften) (inom parentes invånarantal 1 januari 2024) :

- Aug (92)
- Badenbrunn (90)
- Baumgarten (188)
- Burgfried (577)
- Ebersdorf (226)
- Fischa (82)
- Glatzental (126)
- Gnas (782)
- Grabersdorf (332)
- Hirsdorf (129)
- Höf (60)
- Katzelsdorf (43)
- Katzendorf (190)
- Kinsdorf (126)
- Kohlberg (294)
- Ludersdorf (94)
- Maierdorf (135)
- Oberauersbach (84)
- Obergnas (262)
- Pernreith (111)
- Poppendorf (260)
- Radisch (178)
- Raning (514)
- Thien (252)
- Trössing (254)
- Unterauersbach (220)
- Wörth (276)

Kommunen fick sin nuvarande form den 1 januari 2015 genom en sammanslagning av kommunerna Aug-Radisch, Baumgarten bei Gnas, Gnas, Grabersdorf,  Maierdorf, Poppendorf, Raning, Trössing och Unterauersbach samt en del av kommunen Kohlberg.